# Aegidius Gillissen

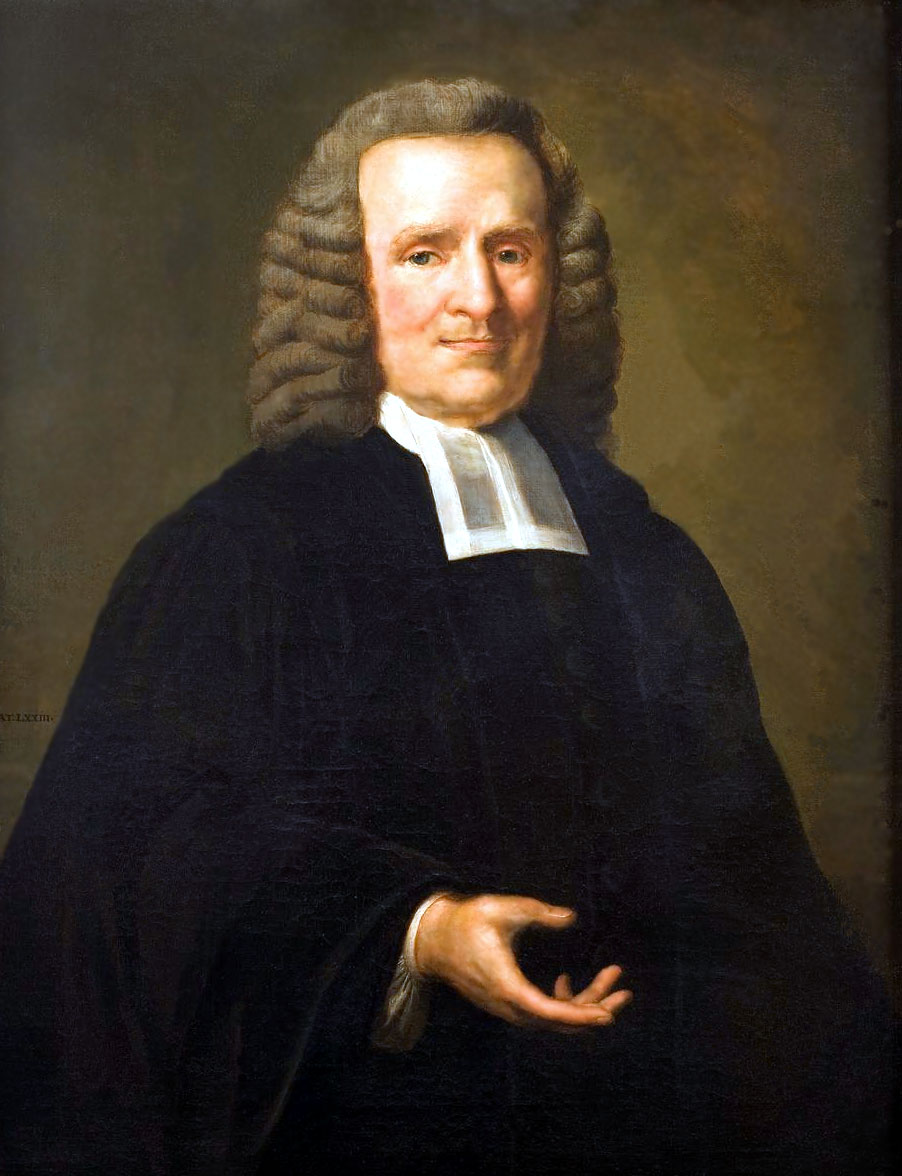
Aegidius Gillesen

Aegidius Gillissen auch: Aegidius Gillis (* 12. Juli 1712 in Middelburg; † 13. Juni 1800 in Leiden) war ein niederländischer reformierter Theologe.

## Leben
Der Sohn des Middelburger Bürgers Gilles Gillesen und dessen Frau Anna Knypers wurde am 24. Juli getauft. Nach dem Besuch der Lateinschule seiner Heimatstadt begann er 1732 ein Studium der Theologie an der Universität Groningen unter Cornelius van Velzen (1696–1752). Nach seinem Studium wurde er 1737 als Pfarrer nach Borssele berufen. 1739 erhielt er eine weitere Berufung nach Ritthem und 1740 nach Wolfaartsdijk, welche er ablehnte. Im März 1741 trat er das Amt in Terneuzen an, 1745 wechselte er nach Bergen op Zoom und 1746 nach Vlissingen. Im März 1747 wurde er zum Professor der Theologie und Akademieprediger der Universität Franeker berufen. Im April 1748 erhielt er die Ehrendoktorwürde der Theologie der Hochschule und übernahm am 1. Mai 1749 den Lehrstuhl. Rufe auf Pfarrstellen in Rotterdam und Utrecht lehnte er ab.
Während jener Zeit erwarb er sich als Anhänger der orthodoxen Linie des Gisbert Voetius weitreichende Anerkennung in den reformierten Kirchenkreisen der Niederlande. Hier beteiligte er sich auch an den organisatorischen Aufgaben der friesischen Hochschule und war 1760/61 Rektor. 1765 folgte er einem Ruf zum Professor der Theologie an der Universität Leiden, wo er 1768/69 Rektor der Alma Mater war. 1789 ersuchte er aus Altersgründen um seine Entlassung. Nach elf Jahren Ruhestand verstarb er 1800 in Leiden.
Am 3. Mai 1751 heiratete er in Middelburg Cornelia Petronella Willekens (um 1730 in Middelburg; † 28. Mai 1799 in Leiden), die Tochter des verstorbenen Jacob Willekens und dessen Frau Johanna Zuydhoeck. Der Sohn Aegidius Willekens Gillesen eiferte seinem Vater als Theologe nach. Er wurde 1799 Pfarrer in Hekelingen, 1780 Pfarrer in Krimpen am Lek, 1790 Pfarrer in Leiderdorp und 1793 Pfarrer in Leiden. Aus politischen Gründen ruhte seine Amtszeit von 1796 bis 1802, bis er schließlich 1821 in den Ruhestand entlassen wurde und am 15. Januar 1841 starb.

## Werke
- Vorst Messias vrede beschikkinge aan de Gelovige Kerk, en door seven helden en acht vorsten uyt de menschen, haar verlossende van het geweld van Assur of Intrereden te Vlissingen over Micha V: 4, 5. Middelburg 1746
- Oratio De praesentibus theologici fundi calamitatibus. Franeker 1749 (soll auch 1749 in Niederländisch erschienen sein)
- Disputationes duae de sacrosanctis Evangeliis ad Apocryphos quosdam libros non accommodatis. Franeker 1754,
- Oratio funebris in Obitum (...) Emonis Lucii Vriemoet. Franeker 1760
- Oratio de Deistorum objectionibus Christianae religionis propagandae aptis. Franeker 1762
- Oratio de veterum haereticorum injusta defensione. Leiden 1765
- Oratio de fabulius Ecclesiasticis temere arreptis ad infirmandam Evangelii veritatem. Leiden 1769